# 日活
日活株式會社，是日本的電影製作發行公司。日活這個名稱來自於1912年創立之初的名稱日本活動寫真株式會社的簡稱。日活是與東寶、東映、松竹和角川映畫並列的老牌電影公司之一，二戰期間把製作部門賣給後起的大映。1954年重啟製作部門後，主打年輕路線，包括由石原裕次郎、小林旭等人演出的低成本動作電影，以及以吉永小百合為首的青春明星演出的青春電影，獲得票房收益。1960年代之後因電視發展，加上經營失利，業績嚴重下滑。1971年至1988年，製作了大量的成人電影，或稱為「粉紅色電影」， 日活更曾投資製作兩部香港粉紅色電影: 《狂情》與《將冰山劈開》。 1996年日本電子遊戲公司南夢宮曾收購了日活，但在2005年與萬代合併期間，其股權被出售。經營權多次轉移後，目前的主要股東是日本電視台。

## 著名電影[4]
- 1970-90年代初
  - 日活粉紅電影約40部
- 1983年
  - 狂情（10月28日公開, 與香港嘉禾電影合作拍攝）
- 1987年
  - 將冰山劈開（與香港威運影片公司合作拍攝）[5]
- 2007年
  - 鐵人28號白昼的残月（3月31日公開）
  - 明天的我的做法（4月28日公開、市川準導演）
  - 圖鑒上沒有的蟲子（6月23日公開）
  - Genius Party（7月7日公開）
  - 福音戰士新劇場版：序（9月1日公開）
  - 眼鏡（9月22日公開）
- 2008年
  - 消極的快樂 電鋸的邊緣（1月19日公開、市原隼人主演）
  - 和豬豬一起上課的日子（11月1日公開、妻夫木聰主演、東京國際電影節競賽單元獲最受觀眾歡迎獎）
- 2010年
  - 冰冷熱帶魚
- 2015年
  - 極道大戦争

## 關鍵人物
- 梅屋莊吉 (日活創辦人)
- 牧野省三
- 堀久作
- 溝口健二
- 內田吐夢
- 今村昌平
- 鈴木清順
- 熊井啟
- 吉永小百合
- 赤坂麗

## 外部連結
- （日語）日活 （页面存档备份，存于） 官方網站
- （日語）日活労働組合 （页面存档备份，存于） 工會